# Fotoleinwand
Fotoleinwand ist ein speziell für Druck entwickeltes beschichtetes Gewebe, das nach dem Druck auf Keilrahmen aufgezogen wird. Das Gewebe ähnelt der Leinwand für die Malerei. Traditionell wird die Fotoleinwand für Kunstreproduktionen eingesetzt. Es hat sich auch für Fotovergrößerungen durchgesetzt und wird zudem auch für originelle Dekorationen im Wohnbereich eingesetzt. 

## Geschichte
Erste Versuche, Fotos auf Leinwand zu bringen, gab es schon in den 1970er Jahren. Auf die Leinwand wurde eine Fotoemulsion aufgetragen und dann belichtet. Danach musste die Leinwand entwickelt, fixiert und gewässert werden. Qualitativ war das Verfahren gegenüber den traditionellen Abzügen hoffnungslos unterlegen. Wegen hoher Kosten und sehr aufwendiger Produktion war die Fotoleinwand nur kleinen avantgardistischen Künstlerkreisen vorbehalten. Erst zirka 30 Jahre später gelang es dank Digitalisierung fast der gesamten Druckbranche, Fotoleinwand wirtschaftlich und in hoher Qualität zu produzieren. Auch führende Hersteller von Großformatdruckern wie Seiko Epson Corporation und Hewlett-Packard sowie einige Papierhersteller wie Hahnemühle oder Canson haben maßgeblich zur Qualitätssteigerung des Produkts beigetragen. So ist Fotoleinwand heute nicht mehr ein abenteuerliches Unterfangen wie vor 40 Jahren, sondern ein sicherer und wiederholbarer Herstellungsprozess. Nun kann sich jedermann eine Fotoleinwand in guter Qualität leisten.

## Material
Für das Drucken eines Fotos wird üblicherweise ein Stoff aus Hanffasern benutzt, es können aber auch Polyester- oder Baumwollfäden verwendet werden. Um ein gleichmäßiges Ergebnis zu erzielen, ist Polyester vorzuziehen. Die Baumwolle sollte eine gute Qualität besitzen, damit Unregelmäßigkeiten wie schwarze Reste im Stoff vermieden werden.
Wie bei klassischen Fotopapieren gibt es auch bei Fotoleinwand drei grundsätzlich unterschiedliche Sorten: matt, Satin (halbmatt) und glänzend. Wegen reflexionsarmer Oberflächen werden meist matte Leinwände verwendet. Neben diesen Eigenschaften gibt es noch unterschiedliche Oberflächenstrukturen. Grobe Leinwandstrukturen werden meist für Kunstreproduktion angewendet, mittlere und feine Oberflächen für die Darstellung von Fotografien. Darüber hinaus sind das Gewicht und Inhaltsstoffe des Leinwandgewebes wichtige Aspekte. So wiegt ein hochwertiges Leinwandgewebe zwischen 340 und 500 g pro m² und besteht mindestens aus 50 % Baumwolle. Geringes Gewicht oder vollständig synthetische Bestandteile sind ein sicheres Indiz für minderwertige Fotoleinwand.

## Herstellung
Für die Herstellung von Fotoleinwand wird ein Leinwandgewebe mit spezieller Beschichtung eingesetzt. Nur mit dieser Beschichtung ist es möglich, den enormen Farbraum und Detailreichtum, die die modernen Drucker heute liefern, darzustellen. Außerdem trägt die Beschichtung zur Lebensdauer des Druckes erheblich bei.
Bedruckt werden die Leinwände mit speziell für Kunstreproduktion entwickelten Großformatdruckern. Diese besitzen bis zu zwölf farbige Pigment-Tinten und decken nahezu vollständig den CMYK-Farbraum ab. Die Pigment-Tinten werden aus Farbpigmenten hergestellt. Je kleiner und homogener die Pigmente sind, desto bessere Druckergebnisse werden erzielt. Moderne Großformatdrucker können mit einer Tröpfchengröße von 3,5 Pikoliter  drucken.
Vor einigen Jahren wurde noch mit wasserbasierender sogenannter DYE-Tinte gedruckt. DYE-Tinte wurde für kurzfristige Anwendungen im Innenbereich konzipiert. Diese Tinte ist gegen UV-Licht und Feuchtigkeit empfindlich. So fängt die DYE-Tinte bereits nach sechs Monaten an von der Leinwandoberfläche zu verschwinden. Die Pigmenttinte ist dagegen unter bestimmten Bedingungen mehr als 200 Jahre haltbar. 
Bei besten Druckervoraussetzungen dauert die Produktion eines solchen Bildes circa. 40 min/m². Nach dem Druck wird die Leinwand zurechtgeschnitten und mit speziellem Firnis (Schutzlack) besprüht. Dieser Schritt ist nicht zwingend notwendig, trägt aber zum besseren Oberflächenschutz bei. Sonst ist die Leinwand empfindlich gegen mechanische Einwirkungen, zum Beispiel Kratzen.
Für Außenanwendungen wird mit Eco-Solvent-Tinte gedruckt. Diese lösemittelbasierende Tinte wurde für den Einsatz im Außenbereich konzipiert. Die Tinte ist extrem widerstandsfähig und kann problemlos mehrere Jahre draußen eingesetzt werden. Für hochwertige Kunstreproduktionen ist das Verfahren aber nicht geeignet, da nur ein geringes Sortiment an hochwertigen Leinwandmedien zur Verfügung steht. Außerdem entweichen bei einigen Eco-Solvent-Tinten gesundheitsschädliche Schadstoffe, was den Einsatz in Innenräumen unmöglich macht. 
Nach dem Drucken wird das Gewebe mittels eines Tackers auf Keilrahmen aufgezogen und mit Keilen gestrafft. Es gibt unzählige Arten von Keilrahmen. Am meisten haben sich 2 cm starke Standardkeilrahmen und 4 bis 6 cm starke Museumkeilrahmen durchgesetzt. Bei der Standardrahmung sind die Seitenränder mit dem Motiv umspannt, nicht aber bei der Museumsrahmung. Letztere werden meist bei größeren Formaten eingesetzt, um bessere Stabilität zu gewährleisten.

## Pflege
Aufgrund der Wasserempfindlichkeit der Leinwände sollte nur mit einem trockenen Tuch bzw. Staub gewischt werden. Ansonsten ist die Leinwand sehr pflegeleicht, und es besteht jahrzehntelange Farbgarantie.